# Drunk Parents
 (novembre 2021).
Pour plus de détails, voir Fiche technique et Distribution.
Drunk Parents ou Famille indigne au Québec est un film américain réalisé par Fred Wolf sorti en 2019.

## Fiche technique
Sauf indication contraire, les informations mentionnées dans cette section peuvent être confirmées par la base de données cinématographiques IMDb,  présente dans la section « Liens externes ».
- Titre original et français : Drunk Parents
- Réalisation : Fred Wolf
- Scénario : Fred Wolf et Peter Gaulke
- Musique : Andrew Feltenstein et John Nau
- Costume : Mirren Gordon-Crozier
- Décors : Ron von Blomberg
- Montage : Joseph McCasland
- Production : Robert Ogden Barnum et Aaron L. Gilbert
- Pays de production :  États-Unis
- Budget : n/a
- Genre : comédie
- Durée : 97 minutes
- Dates de sortie :
  - États-Unis : 19 avril 2019
  - Royaume-Uni : 12 avril 2019
  - Portugal : 6 mars 2019

## Distribution
Sauf indication contraire, les informations mentionnées dans cette section peuvent être confirmées par la base de données cinématographiques IMDb,  présente dans la section « Liens externes ».
- Alec Baldwin (VF : Bernard Lanneau ; VQ : Marc Bellier) : Frank Teagarten
- Salma Hayek (VF : Ethel Houbiers ; VQ : Camille Cyr-Desmarais) : Nancy Teagarten
- Michelle Veintimilla (en) (VQ : Geneviève Bédard) : Rachel Teagarten
- Joe Manganiello (VQ : Patrick Chouinard) : Bob Donnelly
- Treat Williams (VF : Yann Guillemot) : Dan Henderson
- Ben Platt : Jason Johnson
- Natalia Cigliuti : Betty Donnelly
- Jim Gaffigan (VQ : Thiéry Dubé) : Carl Mancini
- Eddie Schweighardt : Tristan Donnelly
- Jeremy Shinder (VF : Lou Viguier) : Trey Donnelly
- Olivia Luccardi (VF : Meaghan Dendrael) : Jessie
- Aasif Mandvi : Nigel
- Sasha Mitchell : Shope
- JoJo Kushner : Rose Shope
- Aimee Mullins (VF : Cécile Marmorat) : Heidi Bianchi
- Kelly AuCoin (VF : Fabien Jacquelin) : Tyler
- Mark Gassner (VF : Cédric Ingard) : agent Milhouse
- Mick O'Rourke (VF : Cédric Ingard) : kidnappeur
- Brian Donahue : Wayne
- Dan Soder (VF : Emmanuel Lemire) : Randall
- Kid Cudi : le conducteur du camion
- Will Ferrell (VF : Maurice Decoster) : Bum
- Colin Quinn (VQ : Benoît Gouin) : Ryan

 Source et légende : version française (VF) sur RS Doublage et Doublage Québec